# Pseudophoxinus callensis
Pseudophoxinus callensis là một loài cá vây tia thuộc họ Cyprinidae.
Loài này có ở Algérie và Tunisia.
Môi trường sống tự nhiên của chúng là sông ngòi và hồ nước ngọt.